# Paul II
Pour l’article homonyme, voir Paul II (homonymie).
Pietro Barbo, né le 23 février 1417 à Venise et mort le 26 juillet 1471, est un religieux italien du XVe siècle, neveu par sa mère d'Eugène IV, qui est abbé, évêque, cardinal, et est élu pape le 30 août 1464, pour succéder à Pie II. Il devient le 211e pape de l'Église catholique et prend le nom de Paul II.

## Biographie
D'abord éduqué comme futur homme d'affaires, le jeune Pietro entre dans la prêtrise lorsque son oncle maternel devient pape sous le nom d'Eugène IV. Il devient rapidement archidiacre de Bologne et évêque de Cervia, Padoue et Vicence. Il a aussi été abbé du Mont-Cassin. En 1440, âgé de 23 ans, il reçoit la barrette de cardinal des mains de son oncle.
Il a également été grand maître de l'ordre des hospitaliers du Saint-Esprit vers 1440 jusqu'en 1447.
Lors du conclave suivant la mort de Pie II, il rassemble sur son nom les cardinaux mécontents du règne du feu pape.
Il aurait préféré choisir le nom de Formose II, mais les cardinaux l'en dissuadent.
Amateur de magnificence, il introduit à Rome un carnaval plus spectaculaire et fait bâtir le palais Saint-Marc, actuel palais de Venise (palazzo Venezia).
Il dépense 200 000 florins d'or pour une tiare ornée de saphir.
En 1464, il accueille à Rome le prince albanais George Castriote Skanderbeg, lui accordant une aide de 3 000 écus, confiés à son trésorier Dhimiter Frangu, une somme dérisoire, à ce grand prince et combattant, pourtant gratifié comme le défenseur du Christianisme contre l'empire ottoman.
En 1469, il accorde une dispense pour permettre le mariage entre Charles de France, fils de Charles VII de France et frère de Louis XI, et Marie de Bourgogne en raison de leur lien de parenté.
Il décrète également l'année sainte de 1475.
Il entame son pontificat en destituant un certain nombre d'humanistes nommés par ses prédécesseurs. Soupçonnant que ces derniers complotent contre lui, Paul II dissout l'académie romaine, saisit bon nombre de ses membres et les accuse de trahison. Plusieurs partisans de l'humanisme sont torturés puis tués sans qu'aucune conspiration contre le pape ait été fomentée. À défaut de cette inculpation, les humanistes sont condamnés pour hérésie, étant accusés de cultiver des idées et des rituels païens.
Par ailleurs, à la suite d'une demande de Louis XI, il autorise la création de l'université de Bourges le 12 décembre 1464. En 1469, il inaugure de grands travaux pour la basilique de la sainte Maison de Lorette.

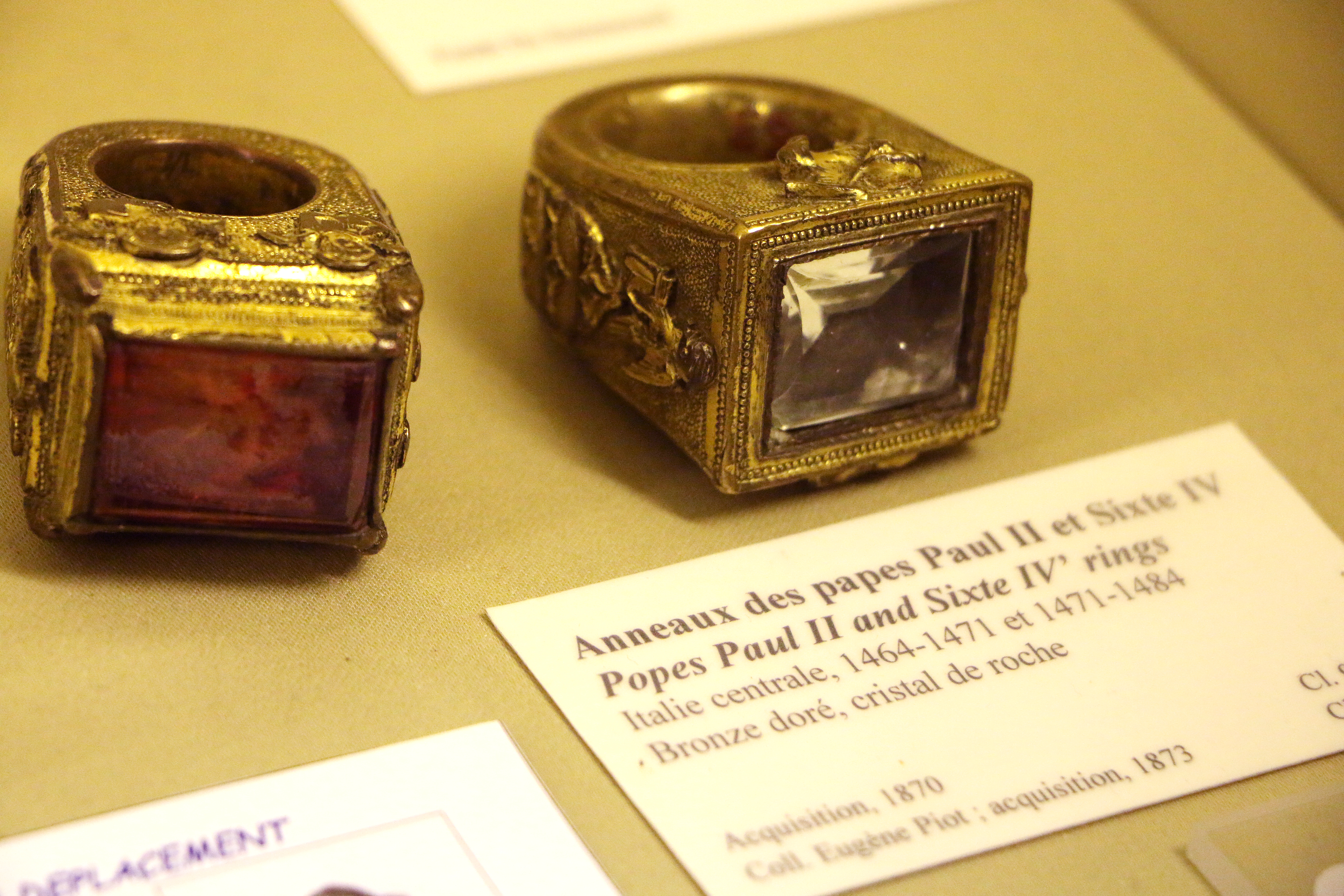
Anneaux des papes Paul II et Sixte IV au musée de Cluny.

Il meurt deux ans plus tard d'une crise cardiaque, dans des circonstances indéterminées, officiellement d'une indigestion de melon, attestée par son médecin,,.
C'est à ce pape que les cardinaux doivent la couleur pourpre de leur vêtement, jusque-là l'apanage du pontife romain. D'après une autre source, ce serait le pape Innocent IV, au concile œcuménique de Lyon, en 1245, qui aurait décrété que ses cardinaux, pour marquer leur disposition perpétuelle à défendre la foi catholique jusqu'à verser leur sang pour elle (« usque ad effusionem sanguinis »), seraient habillés de pourpre.